# Бонневаль (аббатство)
Бонневаль (фр. Bonneval) — траппистское (ранее цистерцианское) аббатство во Франции, в департаменте Аверон. Монастырь основан в 1147 году.

## История

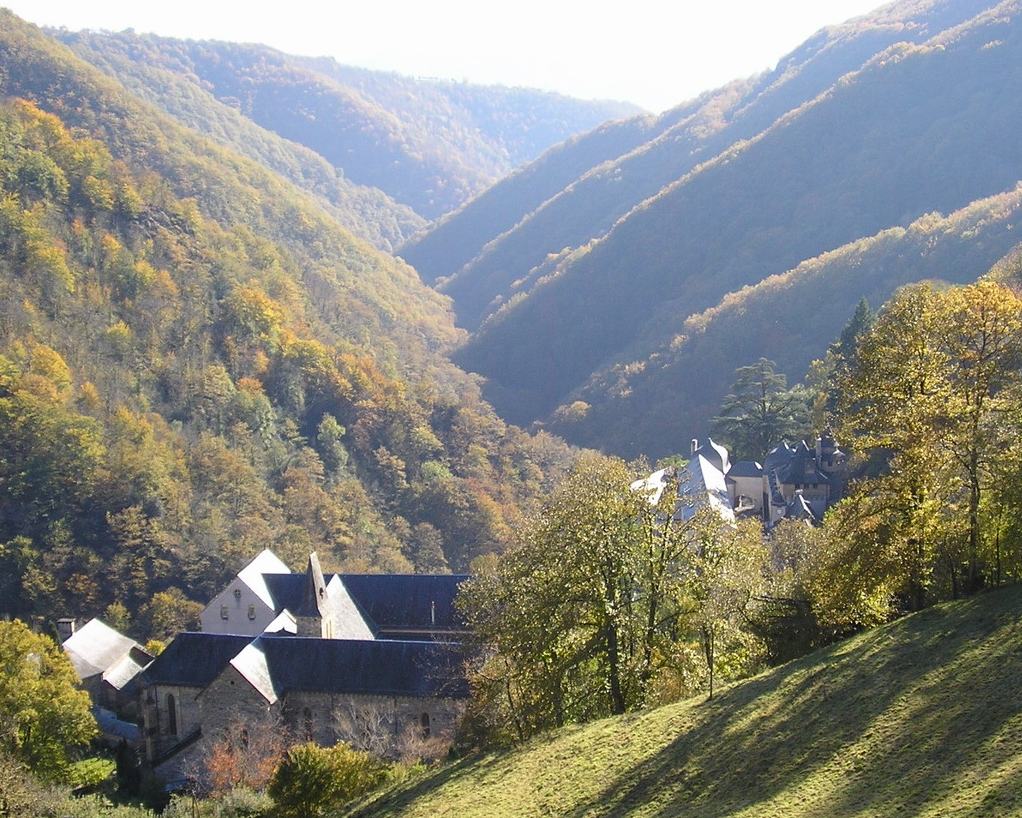

Орден цистерцианцев был основан святым Робертом Молемским в 1098 году, как орден строгого соблюдения устава святого Бенедикта. До 1113 года единственным монастырём цистерцианцев оставался Сито (фр. Cîteaux, лат. Cistercium), давший ордену название. Начиная с 20-х годов XII века орден испытал бурное развитие.
Монастырь Бонневаль был основан в 1147 году. Он принадлежит к ветви Сито, первого цистерцианского монастыря и имеет 4-й уровень (Сито — Боннево — Мазан — Бонневаль). Инициатором основания был епископ города Каон. Аббатство было основано в живописной долине среди лесистых холмов южнее посёлка Ле-Кероль. Название означает — «хорошая долина».
Аббатство быстро росло и вскоре превратилось в богатого землевладельца. Пик процветания пришёлся на XIII век, но процветание монастыря закончилось вместе со Столетней войной. По договору в Бретиньи земли бывшего графства Руэрг, на которых находился Бонневаль, были переданы Англии, после чего монастырь был разграблен английскими солдатами и французскими мародёрами.
Монастырь вступил в период длительного хотя и довольно плавного упадка, число монахов сокращалось хотя и медленно, но постоянно. От братии в 450 человек, которые населяли монастырь в XII—XIII веках к концу XVIII века осталось лишь 13 человек, которые были изгнаны из аббатства во время Великой французской революции. Здания были заброшены и использовались в качестве каменоломни.
В 1875 году бывший цистерцианский монастырь был приобретён женской ветвью ордена траппистов (цистерцианцев строгого соблюдения), и в Бонневале разместилась женская траппистская община. Монахини провели большой объём работы по восстановлению руин аббатства. Они также открыли шоколадную фабрику и установили турбину на реке для производства электроэнергии.

## Современное состояние

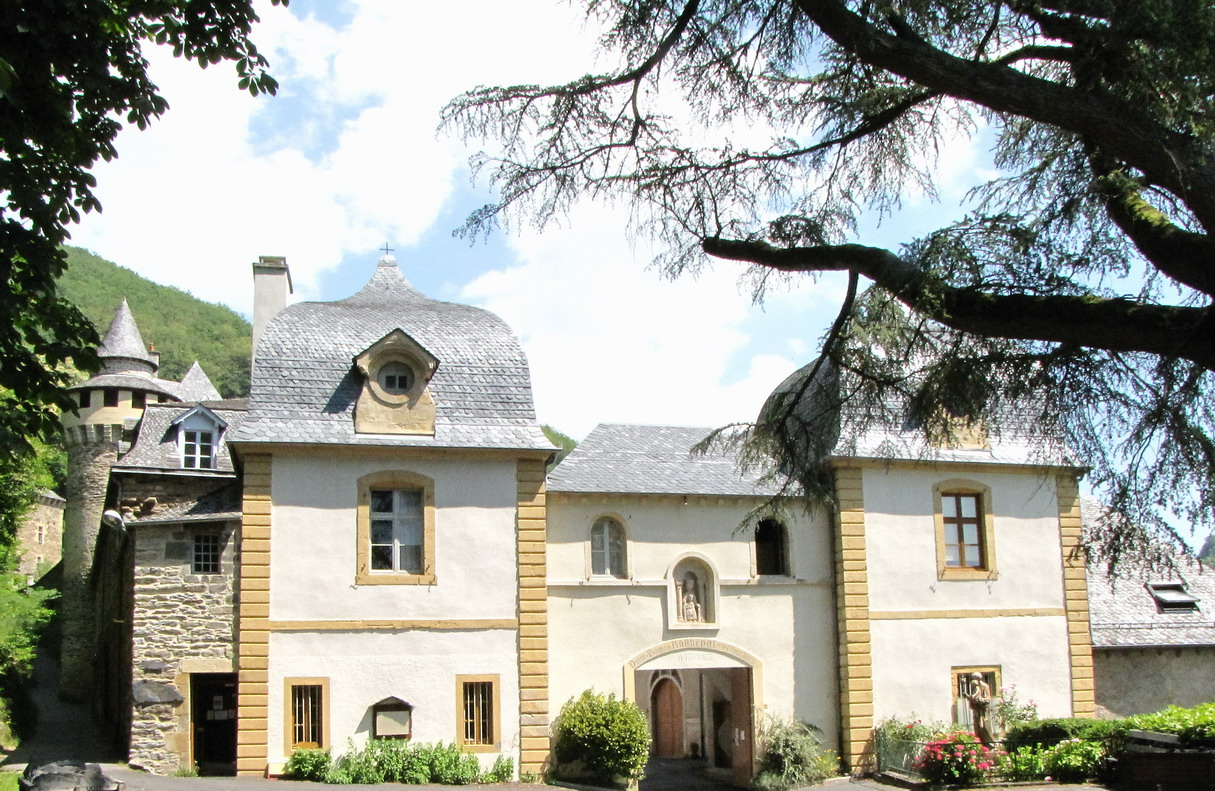
Ворота монастыря

Сегодня община аббатства Бонневаль состоит из 25 монахинь-трапписток, в возрасте от 34 до 93 лет. Главный источник дохода общины — производство шоколада. Посещение монастыря туристами разрешено в ограниченном порядке, для доступа в частности открыты церковь и стены.

## Архитектура
Сооружения аббатства относятся к разным эпохам. От первоначальных построек XII века осталось лишь несколько фрагментов, первоначальные клуатр и церковь были разрушены. Мощные стены и башни относятся к XIV—XV векам. Церковь аббатства была восстановлена из руин церкви XV века.